# Vall de Llubriqueto

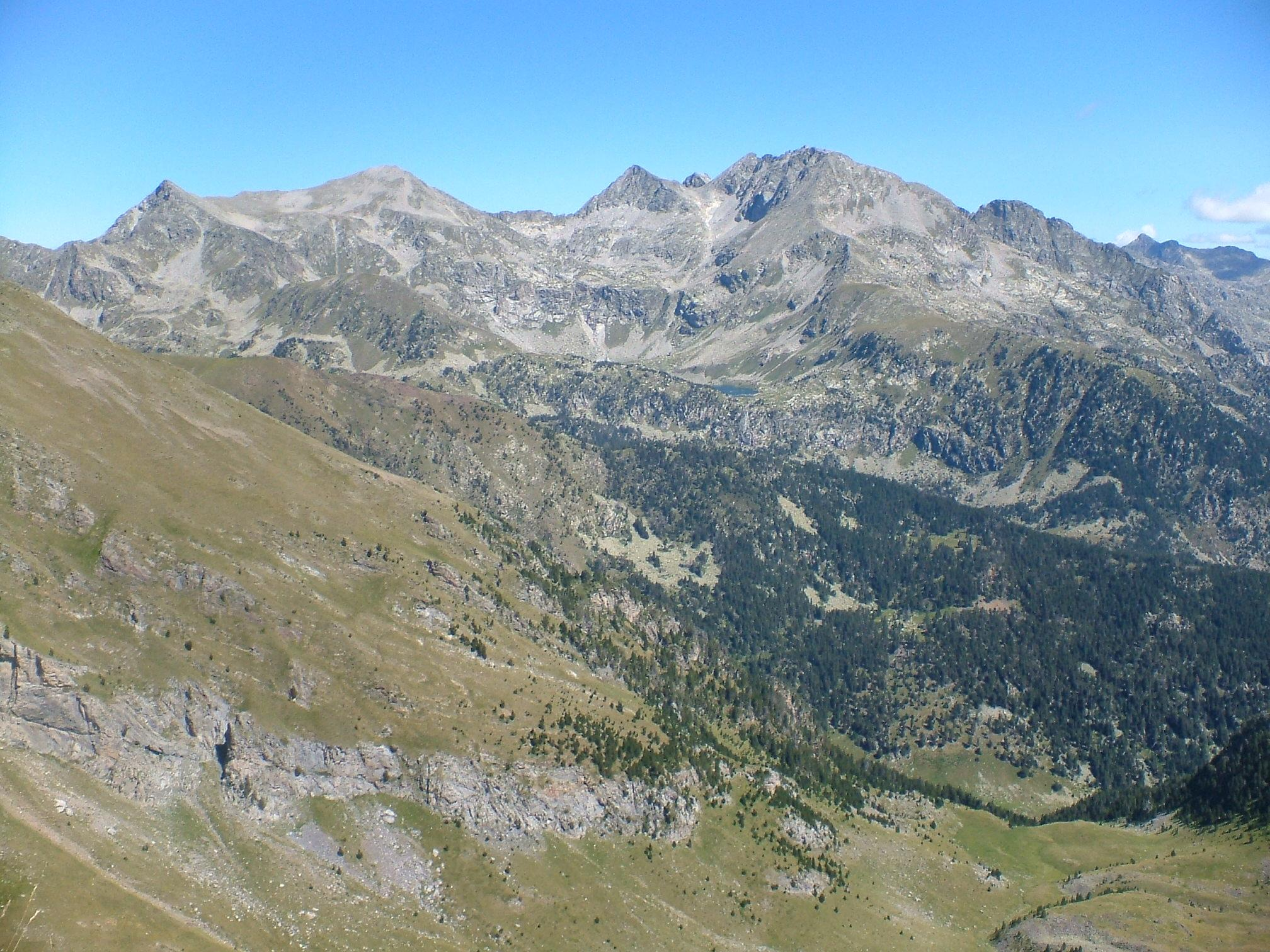
En primer pla la Coma Minyana de la Vall de la Montanyeta, el Serrat de les Fonts la separa de la Vall de Llubriqueto. Darrere és visible el Circ de Gémena, i els massissos de Besiberri i Comalestorres.

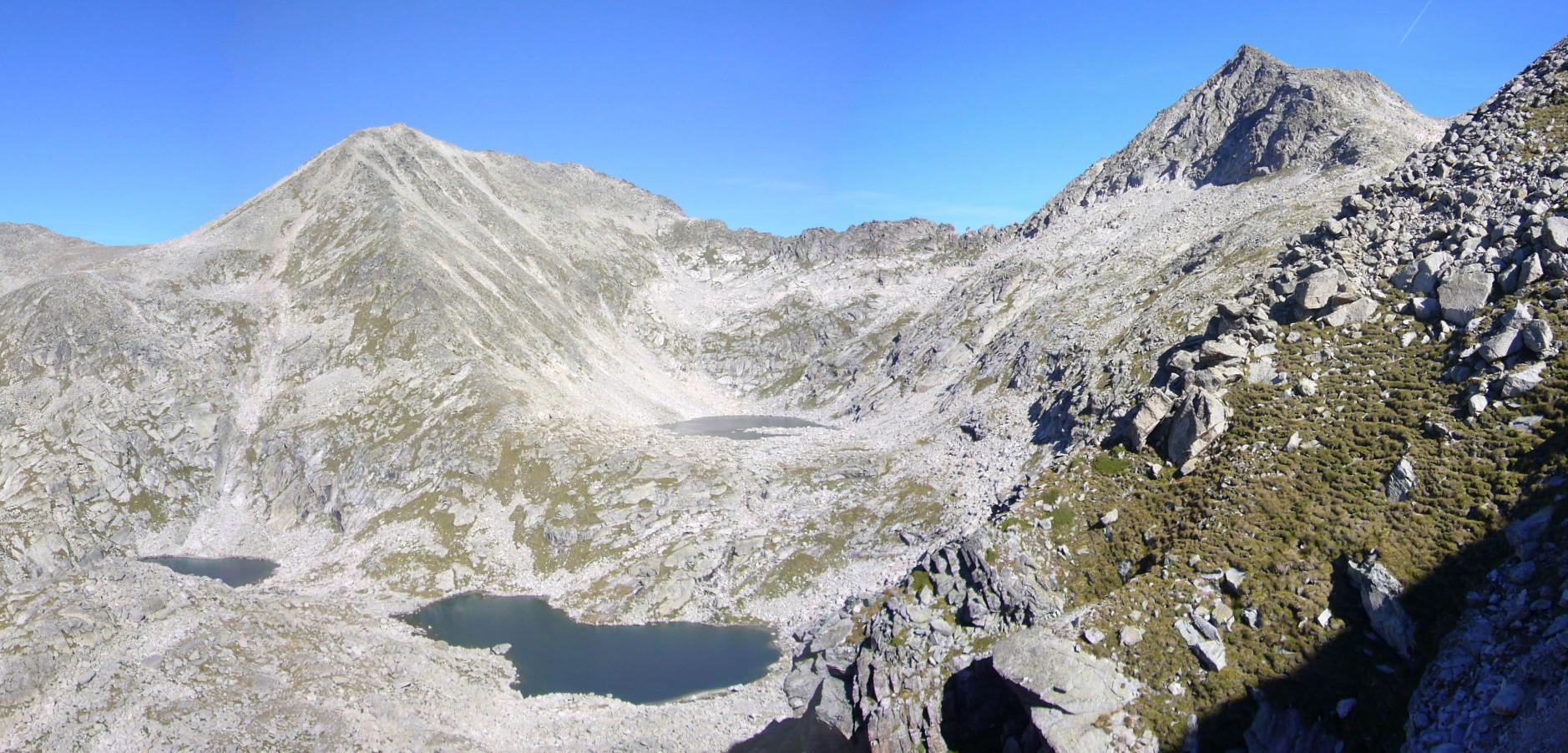
Estanys Gelats, a la Coma d'Abeller, vistos des de la Serra Plana; amb la Punta Senyalada a l'esquerra i el Pic d'Abellers a la dreta.

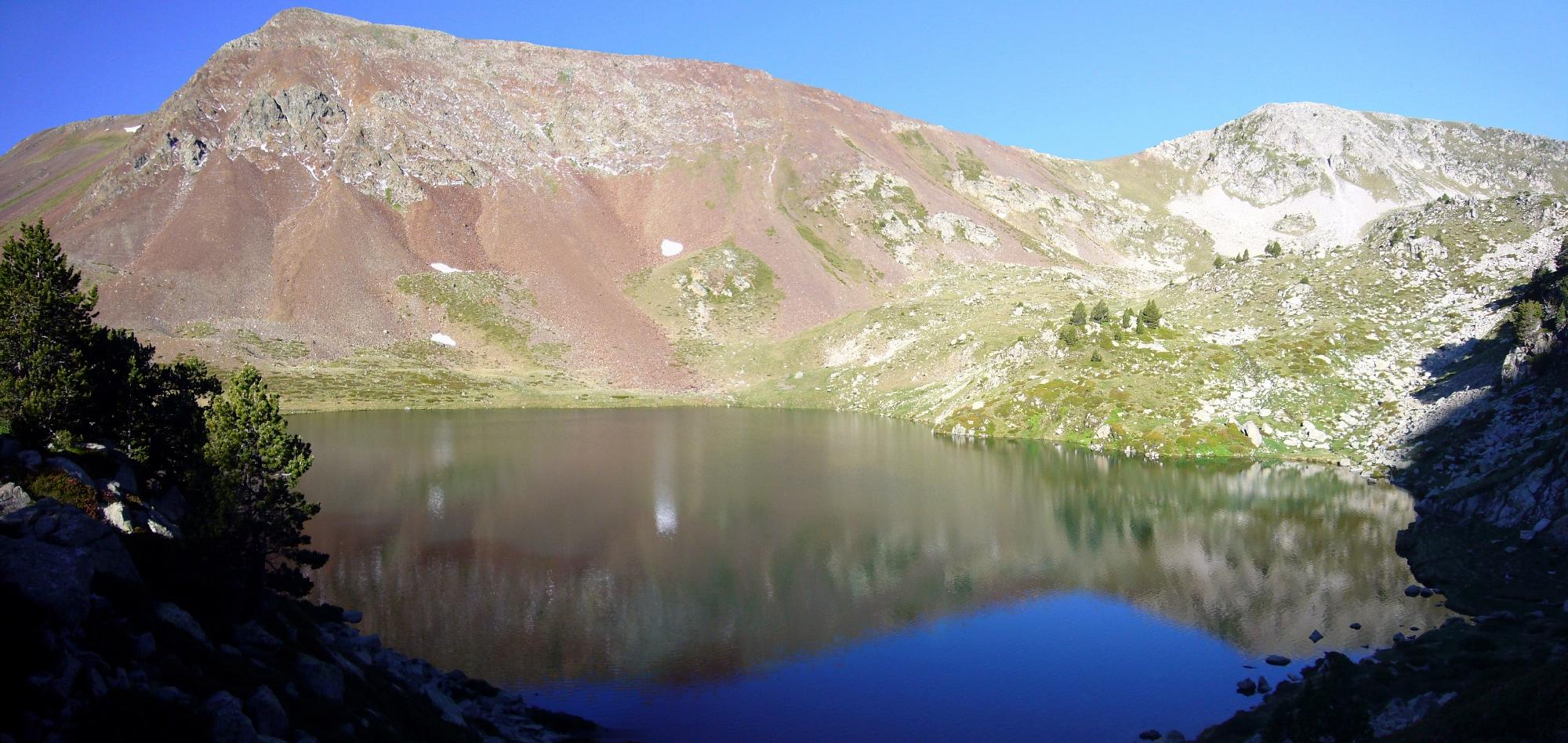
Estany Roi vist des de la riba nord-oriental. A la carena, d'esquerra a dreta: Pic de Fenerui (extrem esquerre), Pic d'Estany Roi (el que més sobresurt), Collada de Fenerui i Pic de les Capceres d'Estany Roi.

La Vall de Llubriqueto és una vall d'origen glacial dins del terme municipal de la Vall de Boí, a l'Alta Ribagorça. Més del 41%, de la seva superfície és dins del Parc Nacional d'Aigüestortes i Estany de Sant Maurici, i la resta dins de la zona perifèrica.
Llubriqueto «té el mateix origen etimològic que Llebreta, o sigui, derivat de lucubrum, nom de la planta Colchicum autummale (safrà bord).».

## Geografia
Afluent per la dreta de la Noguera de Tor, orientada de nord-oest a sud-est, la vall supera els 1.426 metres, la seva superfície aproximada és de 9,06 km² i té uns 13,9 km de perímetre.
La carena que envolta la vall, fronterera amb la sud-oriental Vall de la Montanyeta, s'aixeca cap al nord-oest des de la Ribera de Caldes: amb el Serrat de Cinyello que s'estenen fins al Bony dels Roures (2.085,5 m); per girar poc després del Serrat des Fonts direcció oest, cap als Bonys de la Cova (2.415'4 m); i a l'oest-nord-oest després, on hi ha el Pic de Fenerui (2.584'9 m). Limitant amb l'occidental Vall de Barravés, la carena va a buscar el Pic del Ferro (2.578'6 m) al nord, després el Coll de Fenerui (2.497'5 m) i el Pic de les Capceres d'Estany Roi (2.584'1 m) al nor-nord-oest, el Pic del Cap d'Estany Roi (2.827'3 m) al nord-est i el Pic de Baserca (2.872'7 m) al nord. Vorejant la septentrional Vall de Besiberri, la cresta travessa el Coll Arenós (2.826'2 m) i la Colladeta d'Abellers (2.856'8 m) direcció nord-est, després la Punta Senyalada (2.952'6 m) cap a l'est, el Pic d'Abellers (2.983'4 m) rumb est-nord-est, i el Coll d'Abellers (2.884'6 m) i el Besiberri Sud (3.023'4 m) a l'est. El següent tram, fronterer amb l'oriental Capçalera de Caldes, segueix cap al sud, on s'alça el Pic de Comaloforno (3.029'2 m), sostre de la vall i del parc. Al sud d'aquest tres mil, limitant amb la Ribera de Caldes per l'est, la carena continua per la Punta de Passet (2.997'6 m) i la Punta de Lequeutre (2.966'2 m). La Serra Plana continua direcció sud fins al Bony de la Carma (2.448'5 m), on la carena pren rub sud-est i davalla cap a la riba dreta de la Ribera de Caldes, a llevant del Barranc de la Sallent.
En el Pic del Cap d'Estany Roi la carena es bifurca; i un tram, la Cresta dels Gémena, s'estén cap al sud-sud-est fins al Pic de l'Estany Gémena (2.553'1 m) dividint la vall en dos i separant els nord-orientals Estanys de Gémena del sud-occidental Estany Roi.
En el curs superior de la zona sud-occidental hi ha, esglaonats direcció sus-sud-est, els estanys Roi de Dalt (2.388 m) i Roi (2.305 m). A llevant d'aquest últim llac hi ha les Basses d'Estany Roi; i en l'extrem meridional de l'estany neix el Barranc d'Estany Roi que, girant de sud-est a est, travessa la Pleta del Pi per anar a buscar el Barranc de Llubriqueto, al que s'uneix en el Pla de la Cabana. En el sector nord-oriental de la vall s'encadenen, en direcció sud, un seguit d'estanys: en la Coma d'Abellers els més alts, els Estanys Gelats (2.579, 2.522 i 2.504 m); i els estanys Gémena de Dalt (2.272 m) i Gémena de Baix (2.234 m), més avall. El Barranc de Llubriqueto neix en el desguas d'aquest últim llac, i en el Salt de Llubriqueto es precipita cap a l'esmenat Pla de la Cabana, on gira al sud-est. En el tram final, el barranc continua el seu curs cap al sud-est, desplomant-se pel salt de la Sallent cap a la riba dreta de la Noguera de Tor, just per sota de Caldes de Boí.

## Rutes[29]
El camí que s'endinsa dins la vall té el seu punt de sortida en Toirigo, just passat el pont de l'entrada al parc per Cavallers. La ruta s'enfila cap a l'oest buscant el Barranc de Llubriqueto, just damunt el salt de la Sallent, i on el camí gira al nord-oest. Per damunt d'aquest punt s'obre la primera de les alternatives:
- Vall de la Montanyeta: a mig camí del Pla de la Cabana, aquesta ruta va a buscar el Tou de les Olles al sud i continua en la mateixa direcció per rodejar, pel sud, el Bony dels Roures i girar a ponent per saltar de l'una a l'altre vall.

Arribats al Pla de la Cabana hi ha tres opcions:
- Pic de Comaloforno. La ruta pren direcció llevant per flanquejar pel sud el Bony de la Carma i gira rumb nord, travessa la Coma d'Estapiella, voreja per llevant l'Estany de la Llosa i l'Estanyet de Comaloforno, corona el Portell de Comaloforno i finalment, carenat oest-nord-oest, ascendeix al cim.

- Estany Gémena de Baix. El camí s'enfila primer cap al nord, per virar després cap a ponent i arribar a l'estany, on hi ha nombroses alternatives:
  - Basses d'Estany Roi. La ruta va a buscar-les directament cap a l'oest.
  - Pic de l'Estany Gémena. A l'oest de l'estany.
  - Coll d'Abellers per la carena occidental del Circ de Gémena: Pic de l'Estany Gémena, Cresta dels Gémena, Pic del Cap d'Estany Roi, Pic de Baserca, Coll Arenós, Colladeta d'Abellers, Punta Senyalada i Pic d'Abellers.
  - Vall de Besiberri pel Coll Arenós. Vorejant l'Estany Gémena de Baix, per qualsevol de les ribes, fins al desguàs de l'Estany Gémena de Dalt, per anar a buscar després el coll situat al nord-oest.
  - Serra Plana. La ruta va a buscar la carena a llevant i s'eleva direcció nord, on hi ha la Punta de Lequeutre i la Punta de Passet. Des de la serra també es pot optar per baixar a l'Estany de la Llosa, que és a llevant.
  - Estany Gémena de Dalt. Vorejant l'Estany Gémena de Baix per qualsevol de les ribes.
    - Estanys Gelats. Vorejant l'Estany Gémena de Dalt per llevant, per pujar a la Coma d'Abellers on hi ha els llacs. Dues són les alternatives en aquest punt: Punta Senyalada. Pel sud del més meridional dels estanyets i virant al nord-oest, o Coll d'Abellers. Deixant els estanyets a ponent. Un cop al coll es pot saltar a la Vall de Besiberri que és al nord; coronar l'occidental Pic d'Abellers, iniciar l'ascensió al Besiberri Sud, atacar el Pic de Comaloforno.

- La tercera opció és pujar-hi pel Barranc d'Estany Roi, que s'estén direcció oest des del pla, travessant la Pleta del Pi. Les alternatives en l'ascens són:
  - Pic de Fenerui. A mig camí entre la pleta i de les Basses d'Estany Roi es gira cap al sud-sud-oest, i es coronen els Bonys de la Cova abans de girar a l'oest-nord-oest per fer el cim.
  - Estany Gémena de Baix. Des de les Basses d'Estany Roi, agafant rumb a llevant.
  - Pic d'Estany Roi. Arribant a l'Estany Roi es va a buscar el cim, que és al sud-oest, flanquejant les penyes pel sud-est.
  - Vall de Barravés per la Collada de Fenerui. Superat l'Estany Roi, per la seva riba dreta, es puja al coll que és a ponent. Des de la collada fàcilment es poden assolir els pics que la flanquegen: el d'Estany Roi al sud-sud-est, i el de les Capceres d'Estany Roi al nord.
  - Cresta dels Gémena. Des de l'Estany Roi de Dalt es puja rumb nord-est.
    - Pic de l'Estany Gémena. Un cop a la carena es pot fer el cim que és al sud-est, i iniciar després el descens cap a l'Estany Gémena de Baix.
    - Coll d'Abellers per la carena occidental del Circ de Gémena: Pic del Cap d'Estany Roi, Pic de Baserca, Coll Arenós, Colladeta d'Abellers, Punta Senyalada i Pic d'Abellers.